# Daniel Babor
Daniel Babor (* 22. Oktober 1999 in Beroun) ist ein tschechischer Radsportler, der Rennen auf Bahn und Straße bestreitet.

## Sportlicher Werdegang
Seit 2016 ist Daniel Babor international im Radsport aktiv: In diesem Jahr wurde er Vize-Weltmeister der Junioren im Scratch. Im Jahr darauf wurde er in dieser Disziplin sowohl Junioren-Weltmeister wie auch Junioren-Europameister. 2018 errang er den ersten nationalen Meistertitel in der Elite. Bei den U23-Europameisterschaften errang er Silber im Scratch.
Im Frühjahr 2021 erklärte Babor, der seine bisherigen Erfolge auf der Bahn errang, dass er langfristig eine Laufbahn auf der Straße anstrebe und auf das Angebot eines guten Teams hoffe. Bei den U23-Europameisterschaften auf der Bahn errang er jeweils Bronze im Scratch und im Omnium.
2022 fuhr Babor für das heimische Team Elkov-Kasper. Er gewann eine Etappe der Tour du Loir-et-Cher und die Punktewertung dieser Rundfahrt sowie zwei Etappen der Rumänien-Rundfahrt.
Für 2023 erhielt er einen Vertrag beim spanischen UCI ProTeam Caja Rural-Seguros RGA und sicherte sich nach einem Etappensieg die Punktewertung der Portugal-Rundfahrt. Am Ende der Saison konnte er eine Etappe der Tour de Langkawi für sich entschieden, ehe er im Jahr 2024 auch bei der Volta ao Alentejo erfolgreich war.

## Erfolge

### Bahn
2016
- Junioren-Weltmeisterschaft – Scratch
- Tschechischer Junioren-Meister – Einerverfolgung, Punktefahren, Scratch, Omnium, Mannschaftsverfolgung (mit Vaclav Kocarík, Tomáš Bárta und Jan Cink)

2017
- Junioren-Weltmeister – Scratch
- Junioren-Europameister – Scratch
- Tschechischer Junioren-Meister – Einerverfolgung, Punktefahren, Scratch

2018
- Tschechischer Meister – Omnium, Zweier-Mannschaftsfahren (mit Luděk Lichnovský)

2019
- U23-Europameisterschaft – Scratch

2020
- Tschechischer Meister – Omnium, Zweier-Mannschaftsfahren (mit René Smekal)

2021
- U23-Europameisterschaft – Scratch, Omnium
- Tschechischer Meister – Omnium, Punktefahren, Ausscheidungsfahren

### Straße
2017
- zwei Etappen Internationale Cottbuser Junioren-Etappenfahrt

2021
- eine Etappe Rumänien-Rundfahrt
- Tschechischer U23-Meister – Straßenrennen

2022
- eine Etappe und Punktewertung Tour du Loir-et-Cher
- zwei Etappen  Rumänien-Rundfahrt

2023
- eine Etappe und Punktewertung Portugal-Rundfahrt
- eine Etappe Tour de Langkawi

2024
- eine Etappe Volta ao Alentejo